# Abutiu
Der altägyptische Hund Abutiu (oft in der englischen Transkription Abuwtiyuw zitiert) war eines der frühesten Haustiere, dessen Name überliefert wurde.
Der in der 5. oder 6. Dynastie (2504–2216 v. Chr.) lebende Hund erhielt nach seinem Tod auf Befehl des damals herrschenden Pharaos ein zeremonielles Begräbnis in einem eigenen Grab in der Nekropole von Gizeh. Um welchen Pharao es sich dabei handelte, ist unbekannt.

## Fundsituation
Weder das Grab noch die Mumie des Hundes sind erhalten geblieben. Der Ägyptologe George A. Reisner vermutet, dass Abutiu nicht der Hund des Pharaos war, sondern einem seiner Bediensteten gehörte, der durch Abutiu in der Gunst des Königs aufgestiegen war. Bekannt ist der Hund durch eine Tafel, die vermutlich aus der Grabkapelle des Besitzers des Hundes Abutiu stammt, die aber genau wie das Hundegrab selbst nicht mehr nachweisbar ist. Diese Inschriftstafel stellt die einzige Quelle zu Abutiu dar und befindet sich heute unter der Inventarnummer JE 67573 im Ägyptischen Museum in Kairo.
Der Stein mit dieser Inschrift wurde offenbar nach der Zerstörung der Grabkapelle als Spolie in einem anderen Grab (Mastaba G 2188) aus der 6. Dynastie verbaut und 1936 bei Untersuchungen von George A. Reisner gefunden.
Aufgrund des Materials und der handwerklichen Ausführung kann der Inschriftenblock auf die 5. oder 6. Dynastie datiert werden.

## Grabkapellentext
Der Stein mit der Inschrift besteht aus weißem Kalkstein und hat die Maße 54,2 cm × 28,2 cm × 23,2 cm. Die Inschrift besteht aus zehn senkrechten Reihen von Hieroglyphen, die durch senkrechte Linien voneinander getrennt sind. In der oberen rechten Ecke ist ein Teil einer Leine zu sehen, die darauf hindeutet, dass die Tafel ursprünglich Teil einer Darstellung von Abutiu und seinem Besitzer war.
Der Text beschreibt, welche Gaben der Pharao zu Abutius Beisetzung beisteuerte:
Übersetzung nach Reisner

„Der Hund, der Wächter seiner Majestät war, Abutiu ist sein Name. Seine Majestät ordnete an, dass er [zeremoniell] bestattet werde, dass ihm ein Sarg aus der königlichen Schatzkammer gegeben werde, feines Leinen in großer Menge, [und] Weihrauch. Seine Majestät gab ihm [außerdem] parfümierte Öle, und [befahl], dass ein Grab für ihn von den Maurermannschaften gebaut werde. Seine Majestät tat dies, damit er [der Hund] geehrt sei [vor dem großen Gott Anubis].“

Mit der vom Pharao angeordneten Bestattung wurde Abutiu eine Ehre zu Teil, die normalerweise nur höhergestellte Menschen erhielten. Die Gaben des Pharao zur Bestattung des Hundes deuten darauf hin, dass der Leichnam einer Mumifizierung unterzogen wurde, wie sie in damaliger Zeit auch bei einem menschlichen Toten üblich war. Durch die zeremonielle Beisetzung sollte dem Ka des Hundes ermöglicht werden, in das Nachleben einzugehen.

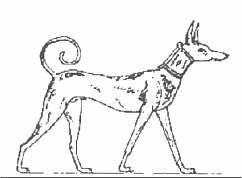
Abbildung eines Hundes des Tjesem-Typs auf der Hundestele aus dem Grab von Antef II. um 2065 v. Chr.

## Hinweise zum Aussehen
Auch wenn keine Abbildung Abutius erhalten blieb, so kann anhand des Textes eine Zuordnung zu einem bestimmten Hundetypus erschlossen werden. Der Text bezeichnet ihn als Ṯsm (Tjesem), was für einen leichten, windhundartig gebauten Jagdhund mit Stehohren und Ringelrute steht. Dieser Hundetyp ist bereits auf Abbildungen aus prädynastischer Zeit bekannt und gehört somit zu den ältesten bekannten Hundetypen. Darstellungen von Tjesem-Hunden sind in allen Perioden der altägyptischen Geschichte häufig zu finden.

## Namensbedeutung
Der Name selbst ist nicht eindeutig übersetzbar, jedoch vermutet Reisner, dass der Namensbestandteil bw („bu“) lautmalerisch das Bellen des Hundes umschreibt, da sich diese Namenskomponente mehrfach in altägyptischen Hundenamen findet. Jozef Janssen zieht die Möglichkeit in Erwägung, dass der Name auch als ‘bw3 gelesen werden kann, was auch als Personenname bekannt ist.